# Mialitiana Clerc
Mialitiana Clerc (ur. 16 listopada 2001 w Ambohitrmanjaka) – madagaskarska narciarka alpejska, posiadająca również francuskie obywatelstwo, olimpijka z Pjongczangu.
Urodziła się na Madagaskarze, jako roczne dziecko została adoptowana przez francuską parę, z którą zamieszkała w Górnej Sabaudii. W wieku trzech lat zaczęła uczyć się jazdy na nartach, w wieku dziewięciu lat po raz pierwszy wzięła udział w zawodach narciarskich, a w 2017 roku zadebiutowała w madagaskarskiej reprezentacji.
W marcu 2017 roku spełniła wymogi kwalifikacyjne Międzynarodowej Federacji Narciarskiej i uzyskała prawo startu podczas igrzysk olimpijskich w Pjongczangu. Została w ten sposób pierwszą kobietą reprezentującą Madagaskar na zimowych igrzyskach olimpijskich i drugą osobą z tego kraju startującą w zimowych igrzyskach, po występie Mathieu Razanakolony na igrzyskach w Turynie. Na igrzyskach w Pjongczangu wystąpiła w dwóch konkurencjach alpejskich – w slalomie zajęła 47. miejsce w gronie 54 sklasyfikowanych zawodniczek, a w slalomie gigancie była 48. pośród 58 zawodniczek, które ukończyły oba przejazdy. Pełniła rolę chorążego reprezentacji Madagaskaru podczas ceremonii otwarcia i zamknięcia igrzysk olimpijskich.
W Pucharze Świata zadebiutowała 19 grudnia 2017 roku podczas zawodów w slalomie gigancie w Courchevel. Nie uzyskała jednak awansu do drugiej części zawodów i nie została sklasyfikowana. W zawodach tej rangi występowała kilkukrotnie również w 2018 i 2019 roku, jednak ani razu nie została sklasyfikowana.
Dwukrotnie uczestniczyła w mistrzostwach świata juniorów – w 2018 roku w Davos była 30. w slalomie i 52. w slalomie gigancie, a w 2019 roku zajęła 56. pozycję w slalomie gigancie, natomiast w slalomie nie ukończyła pierwszego przejazdu i nie została sklasyfikowana. W 2019 roku zaprezentowała się również w mistrzostwach świata seniorów w Åre – uplasowała się wówczas na 40. miejscu w slalomie i 50. w slalomie gigancie.

## Wyniki olimpijskie
| Igrzyska         | Konkurencja   | Przejazd 1 | Przejazd 1 | Przejazd 2 | Przejazd 2 | Czas łączny | Miejsce |
| Igrzyska         | Konkurencja   | Czas       | Miejsce    | Czas       | Miejsce    | Czas łączny | Miejsce |
| ---------------- | ------------- | ---------- | ---------- | ---------- | ---------- | ----------- | ------- |
| 2018, Pjongczang | Slalom        | 1:01,24    | 53.        | 59,03      | 48.        | 2:00,27     | 47.     |
| 2018, Pjongczang | Slalom gigant | 1:21,82    | 55.        | 1:17,18    | 47.        | 2:39,00     | 48.     |